# Jacques Yoko
Jacques Yoko est un ancien joueur franco-camerounais de volley-ball né le 29 avril 1972 à Paris. Il mesure 1,96 m et jouait au poste de réceptionneur-attaquant.

## Biographie
Il obtient sa première sélection en Équipe de France le 20 novembre 1996 face à la Turquie à Poitiers.

## Clubs
| Club                  | Pays            | De           | À            |
| --------------------- | --------------- | ------------ | ------------ |
| AS Cannes             | France          | 1989-1990    | 1996-1997    |
| Paris SG-Asnières     | France          | 1997-1998    | 1997-1998    |
| Paris UC              | France          | 1998-1999    | 1998-1999    |
| AS Cannes             | France          | 1999-2000    | 2000-2001    |
| Stade Poitevin        | France          | 2001-2002    | 2002-2003    |
| Crema                 | Italie          | 2003-2004    | 2005-2006    |
| Bergame               | Italie          | 2006-2007    | janvier 2007 |
| Famigliulo Corigliano | Italie          | janvier 2007 | mai 2007     |
| Sporting de Espinho   | Portugal        | 2007-2008    | 2007-2008    |
| ?                     | Qatar           | 2008-2009    | 2008-2009    |
| Lausanne UC           | Suisse          | mars 2009    | mars 2009    |
| ?                     | Arabie saoudite | 2009-2010    | …            |

## Palmarès

### En clubs
- Championnat de France : 1990, 1991, 1994, 1995
- Coupe de France : 1993, 1995, 1999, 2002

### En sélection
- 4e du Championnat d'Europe : 1997